# Contea di Nanhua
La contea di Nanhua (南华县S, Nánhuá XiànP) è una contea della Cina, situata nella provincia di Yunnan e amministrata dalla prefettura autonoma yi di Chuxiong.